# Wolfgang Unzicker
Wolfgang Unzicker, né à Pirmasens (Allemagne) le 26 juin 1925 et mort à Albufeira (Portugal) le 20 avril 2006, est un grand maître allemand du jeu d'échecs. C'est l'un des plus forts joueurs allemands entre 1945 et la fin des années 1960.
Unzicker a résolu de ne pas entamer de carrière professionnelle aux échecs, et a pratiqué le droit. Il était le plus fort joueur amateur et le champion du monde Anatoli Karpov l'a surnommé le « champion du monde des amateurs ».

## Biographie et carrière

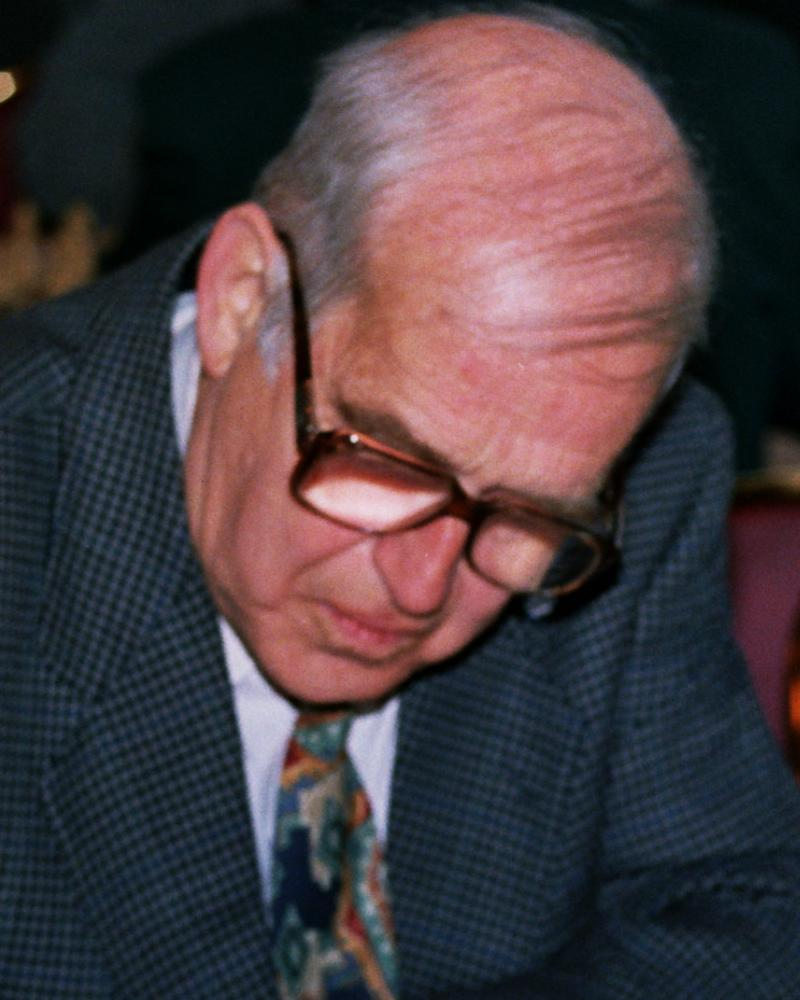
Unzicker en 1995

Unzicker est né à Pirmasens, une petite ville près de Kaiserslautern dans le Land de la Rhénanie-Palatinat. Son père lui apprend à jouer aux échecs à 10 ans. Son frère, plus âgé de 4 ans, joue aussi aux échecs mais est tué pendant la Seconde Guerre mondiale.
Unzicker commence à jouer en tournoi à l'étranger en 1948, et obtient le titre de grand maître en 1954. Il remporte le championnat d'Allemagne de l'Ouest à six reprises entre 1948 et 1963 et termine 1er ex æquo en 1965.
De 1950 à 1978, Unzicker joue dans douze Olympiades d'échecs et tient le premier échiquier dans dix d'entre elles. Il a représenté l'Allemagne par équipe dans plus de 400 parties. Il a été le conseiller légal de la Fédération allemande des échecs pendant de nombreuses années.
Parmi ses victoires en tournoi, on peut citer :
- sa première place (+6 =9) (ex æquo avec Boris Spassky) au mémorial Tchigorine à Sotchi en 1965,
- sa victoire à Maribor en 1967 devant Samuel Reshevsky,
- ses victoires à Krems et à Amsterdam en 1980 (tournoi IBM, groupe B, ex æquo avec Hans Ree).

En 1950, Unzicker partage le prix pour la meilleure performance au 1er échiquier (+9 =4 -1) avec Miguel Najdorf à l'Olympiade de Dubrovnik. À l'Olympiade de Tel-Aviv, Unzicker marque 13 points sur 18 pour l'équipe allemande qui remporte la médaille de bronze et accroche au passage l'équipe d'URSS 3-1.

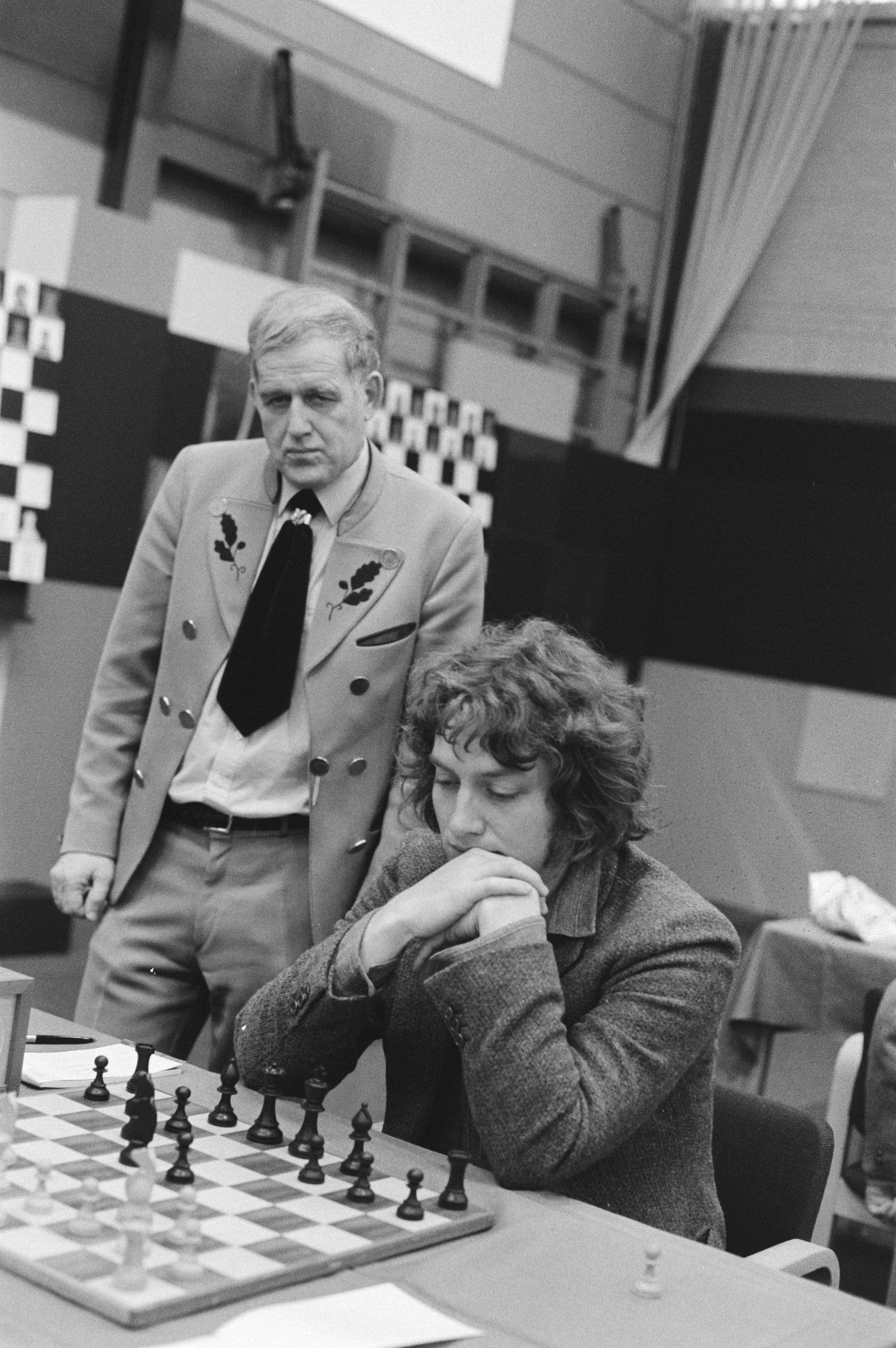
Unzicker et Jan Timman en 1981

Unzicker partage aussi la quatrième place (+2 =14 -1) avec Lajos Portisch à la coupe Piatigorsky de 1966 à Santa Monica en Californie. Seuls Boris Spassky, Bobby Fischer et Bent Larsen le précèdent, et il est suivi de Tigran Petrosian, Samuel Reshevsky, Miguel Najdorf, Borislav Ivkov, et Jan Hein Donner. Au tournoi de Hastings 1969-1970, Unzicker termine deuxième (+4 =5) derrière Lajos Portisch mais devant Svetozar Gligoric et l'ancien champion du monde Vassily Smyslov. Unzicker prend aussi la deuxième place (+3 =7 -2) derrière Viktor Kortchnoï en Afrique du Sud en 1979.
Le jeu classique d'Unzicker est inspiré du théoricien allemand Siegbert Tarrasch. En 1956, il perd un match contre Paul Keres dans lequel les deux joueurs choisissent exclusivement la partie espagnole.
En 2005, à 80 ans, alors qu'il est juge retraité, il continuait à jouer pour son équipe Tarrasch Munich.